# حرب البوير الأولى
```
حرب البوير الأولى
 هي حرب شبت بين البويريين (أفارقة من أصول هولندية) والإنجليز ما بين عامي 
1880
 م 
و1881
 م.
[
1
]
[
2
]
[
3
]
 وقد لحقتها بعد عدة سنوات حرب شبيهة عرفت 
بحرب البوير الثانية
 بين عامي 
1899
 
و1902
، اندلعت الحرب الأولى بين البوير والإنجليز عندما حاولت الحكومة البريطانية توحيد مستعمراتها في 
جنوب أفريقيا
 وهي: 
الكاب
 
وناتال
 وجمهوريتي البوير، وهما: الترانسفال وولاية أورانج الحرة، سعت الحكومة البريطانية إلى توحيد تلك المستعمرات بهدف تشكيل اتحاد فيدرالي في جنوب أفريقيا.
```

في عام 1874 قامت الحكومة البريطانية بتعيين اللورد كارنافون سكرتيرًا للمستعمرات وسرعان ما بدأت في التفاوض مع الإدارات المحلية من أجل تحقيق الاتحاد الفيدرالي. ولكن المفاوضات انهارت في عام 1877م. فقام اللورد كارنافون بإرسال السير ثيوفيلس شيستون لضم الترانسفال بالقوة، سافر مندوبان من البوير إلى لندن للاحتجاج على القرار، ولكن جهودهما لم تنجح، ونتيجة لذلك قرر البويريون إجبار القوات البريطانية على الخروج بالقوة، وفي عام 1880م قام البويريون بانتخاب كل من باول كروجر وبييه جوبير وبريتوريوس قادة في محاولة لفرض السيادة الوطنية والاحتجاج على أفعال الحكومة البريطانية.
حدثت أول مواجهة في مدينة بوتشيفستروم في 16 ديسمبر 1880 م، عندما اجتاحت حامية بريطانية جمهورية البوير. وبعد أربعة أيام تحديداً هزم البويريون رتلاً بريطانيًا كان تحت إمرة الكولونيل فيليب أنستروتر بعد أن اشتبكوا عند برونهور ستسبرويت خارج بريتوريا. وفي 27 فبراير 1881م هُزمت القوات البريطانية في معركة ماجوبار، ومنحت الترانسفال استقلالها سريعاً عقب ذلك التاريخ.

## نظرة عامة

### الوضع الراهن
شهد الجزء الجنوبي من القارة الأفريقية سلسلة من الأحداث خلال القرن التاسع عشر، إذ حاول البريطانيون من وقت لآخر إقامة دولة واحدة موحدة هناك، بينما أرادوا في أوقات أخرى السيطرة على مناطق أقل. غذّت ثلاثة عوامل رئيسة التوسع البريطاني في جنوب أفريقيا:
- الرغبة في السيطرة على طرق التجارة المؤدية إلى الهند التي مرت حول رأس الرجاء الصالح.
- اكتشاف رواسب معدنية ضخمة من الألماس في محيط كيمبرلي عام 1868 على الحدود المشتركة بين جمهورية جنوب أفريقيا (التي يطلق عليها البريطانيون ترانسفال)، ودولة البرتقال الحرة، ومستعمرة كيب، وتلا هذا الاكتشاف حدوث حمى الذهب في ترانسفال في عام 1886.
- السباق ضد القوى الاستعمارية الأوروبية الأخرى، في سياق التوسع الاستعماري الأوروبي العام في أفريقيا.

شملت قائمة بقية المستعمرين المحتملين:
- الإمبراطورية البرتغالية، التي كانت قد سيطرت بالفعل على أنغولا البرتغالية (أنغولا حديثًا) في غرب أفريقيا الوسطى، وشرق أفريقيا البرتغالية (موزمبيق حديثًا) في شرق أفريقيا، وغينيا البرتغالية والرأس الأخضر في غرب أفريقيا.
- الإمبراطورية الألمانية، التي حاولت السيطرة على المنطقة الواقعة في جنوب أفريقيا والتي أصبحت في عام 1884 تُعرف بجنوب غرب أفريقيا الألمانية (ناميبيا حديثًا)، واستولت أيضًا على أفريقيا الشرقية الألمانية (البر الرئيس لتنزانيا اليوم)، وكاميرون (kamerun) (الكاميرون الحالية) وتوغو، الواقعتين في غرب أفريقيا.
- إلى الشمال، سيطر الملك ليوبولد الثاني ملك بلجيكا على منطقة في وسط أفريقيا أصبحت تُعرف في عام 1885 باسم دولة الكونغو الحرة (جمهورية الكونغو الديمقراطية حديثًا).
- الجمهورية الثالثة الفرنسية، التي كانت بصدد غزو مملكة ميرينا (مدغشقر حديثًا) مع مواصلة سعيها للسيطرة على المناطق التي ستصبح في عامي 1895 و1910 غرب أفريقيا الفرنسية وأفريقيا الاستوائية الفرنسية على التوالي.
- سلسلة من الجمهوريات البويرية التي شرعت بالتوسع باتجاه المناطق الواقعة شمال دائرة النفوذ البريطاني في كيب.

مثّل ضمّ بريطانيا لترانسفال في عام 1877 واحدة من أكبر عمليات التوغل التي قاموا بها في جنوب أفريقيا، مع حدوث عمليات توسعية أخرى أيضًا. ضمت الإمبراطورية البريطانية في عام 1868 باسوتولاند (ليسوتو حديثًا الواقعة في جبال دراكنزبرغ، مُحاطةً بمستعمرة كيب، ودولة البرتقال الحرة ومستعمرة ناتال)، بناءً على طلب موشويشوي، وهو زعيم مجموعة مختلطة من اللاجئين الناطقين باللغة السوتية من ديفكان الذين التمسوا الحماية البريطانية ضد كل من البوير والزولو. أصبحت دولة تسوانا في ثمانينيات القرن التاسع عشر موضع نزاع بين الألمان في الغرب، والبوير في الشرق، والبريطانيين في مستعمرة كيب في الجنوب. على الرغم من عدم امتلاك دولة تسوانا في ذلك الوقت أي قيمة اقتصادية تقريبًا، فقد مرّ «طريق المبشرين» عبرها باتجاه منطقة أبعد شمالًا. بعد أن ضم الألمان دامارالاند وناماكوالاند (ناميبيا حديثًا) في عام 1884، ضمّ البريطانيون بيشوانالاند في جزأين عام 1885: محمية بيشوانالاند (بوتسوانا حديثًا) وبيشوانالاند البريطانية (جزء لاحق من مستعمرة كيب).
بعد معركة بلاوبيرج (1806)، حصلت بريطانيا رسميًا على رأس الرجاء الصالح في جنوب أفريقيا من الهولنديين في عام 1815 بعد الحروب النابليونية. امتعضت مجموعات معينة من المزارعين المستوطنين الناطقين بالهولندية (بوير) من الحكم البريطاني، على الرغم من تحقيق هذه السيطرة البريطانية بعض الفوائد الاقتصادية. استكشفت موجات متتالية من هجرات مزارعي البوير (المعروفة باسم تريكبوير الذي يعني حرفيًا «المزارعين المتنقلين») المناطقَ الشرقية أولًا على طول الساحل بعيدًا عن الرأس باتجاه ناتال، ثم اتجهت بعدها شمالًا نحو الداخل، مؤسسةً في نهاية المطاف الجمهوريات التي أصبحت تُعرف باسم دولة البرتقال الحرة والترانسفال (تعني حرفيًا «عبر/وراء نهر الفال»).
لم يحاول البريطانيون منع جماعات التريكبوير من الابتعاد عن الرأس. عَمِلَ التريكبوير مستكشفين، إذ فتحوا أبواب المناطق الداخلية لأولئك الذين تبعوهم، وبسط البريطانيون سيطرتهم تدريجيًا من الرأس على طول الساحل باتجاه الشرق، وضموا في النهاية ناتال في عام 1843.
امتهن التريكبوير الزراعة، ووسعوا نطاق حدودهم وأراضيهم تدريجيًا مع عدم امتلاكهم أجندة شاملة. أدى الإلغاء الرسمي للعبودية في الإمبراطورية البريطانية في عام 1834 إلى محاولة مجموعات أكثر تنظيماً من مستوطني البوير الهرب من الحكم البريطاني، إذ سافر بعضهم إلى الشمال حتى موزمبيق حديثًا. هذا ما عُرف باسم الرحلة العظمى، وسُميّ أولئك الذين شاركوا فيها باسم الفورتيكرز.
في الواقع، اعترف البريطانيون بعد ذلك بجمهوريتين جديدتين من البوير في معاهدتين اثنتين: معاهدة نهر الرمال لعام 1852 التي اعترفت باستقلال جمهورية ترانسفال، بينما اعترفت معاهدة بلومفونتين لعام 1854 باستقلال دولة البرتقال الحرة. وعلى أي حال، حمل التوسع الاستعماري البريطاني في طياته -انطلاقًا من ثلاثينيات القرن التاسع عشر- اشتباكات وحروبًا ضد كل من البوير والقبائل الأفريقية الأصلية في معظم الفترات اللاحقة من القرن.
أنهى اكتشاف الألماس في عام 1867 بالقرب من نهر فال -على بعد 550 ميلًا (890 كم) شمال شرق كيب تاون- عزلة البوير في الداخل مغيّرًا تاريخ جنوب أفريقيا. أدى الاكتشاف إلى ظهور حمى الماس التي جذبت الناس من جميع أنحاء العالم، محوّلةً كيمبرلي إلى مدينة يبلغ عدد سكانها 50000 نسمة في غضون خمس سنوات وجاذبةً أنظار المصالح البريطانية الإمبريالية. ضمّ البريطانيون غرب جريكوالاند، موقع اكتشافات الألماس في كيمبرلي في خلال سبعينيات القرن التاسع عشر.
في عام 1875، اقترب وزير المستعمرات البريطاني إيرل كارنارفون -في محاولة منه لتوسيع النفوذ البريطاني- من دولة البرتقال الحرة وجمهورية ترانسفال، وحاول تنظيم اتحاد للأراضي البريطانية والبويرية على غرار اتحاد المقاطعات الفرنسية والإنجليزية في كندا عام 1867. لكن اختلف السياق الثقافي والتاريخي تمامًا، ورفض قادة البوير مطالب الإيرل. أفضت عمليات الضم البريطانية اللاحقة، لا سيما ضم غرب جريكوالاند، إلى حالة من الاضطراب الشديد في جمهوريات البوير.

## مقالات ذات صلة
- معركة برونكهورستسبرويت